# Драфт НБА 1951
Драфт НБА 1951 року відбувся 25 квітня. 10 команд Національної баскетбольної асоціації (НБА) по черзі вибирали найкращих випускників коледжів. В кожному з раундів команди могли вибирати гравців у зворотньому порядку до свого співвідношення перемог до поразок у сезоні 1950–1951. The Трі-Сітіз Блекгокс взяли участь у драфті, але перед початком сезону переїхали до Мілвокі й стали називатися Мілвокі Гокс. Драфт складався з 12-ти раундів, на яких вибирали 87 гравців.

## Нотатки щодо виборів на драфті і кар'єр деяких гравців
Балтимор Буллетс під першим номером обрав Джіна Мелкіорре з Університету Бредлі. Проте, він ніколи не грав у НБА, через свою участь у скандалі з договірними матчами під час гри за університетську команду. Перед драфтом Міннеаполіс Лейкерс вибрав Маєра Скуга з Університету Міннесоти як свій територіальний вибір.

## Драфт
| Поз.    | G        | F       | C         |
| Позиція | Захисник | Форвард | Центровий |

| + | Позначає гравців, які взяли участь принаймні в одній грі матчу всіх зірок НБА    |
| # | Позначає гравців, які жодного разу не грали в регулярному сезоні НБА або плей-оф |

| Раунд | Вибір | Гравець          | Позиція | Громадянство | Команда НБА            | Коледж            |
| ----- | ----- | ---------------- | ------- | ------------ | ---------------------- | ----------------- |
| T     | –     | Маєр Скуг        | G       | США          | Міннеаполіс Лейкерс    | Міннесота         |
| 1     | 1     | Джін Мелкіорре#  | G       | США          | Балтимор Буллетс       | Бредлі            |
| 1     | 2     | Мел Гатчінс+     | F/C     | США          | Tri-Cities Blackhawks  | Браєм Янг         |
| 1     | 3     | Марк Фрайбергер# | C       | США          | Indianapolis Olympians | Оклахома          |
| 1     | 4     | Зік Сінікола     | G       | США          | Форт-Вейн Пістонс      | Ніагара           |
| 1     | 5     | Джон Макконаті   | F       | США          | Сірак'юс Нешиналз      | Нортвестерн Стейт |
| 1     | 6     | Ед Сміт          | F       | США          | Нью-Йорк Нікс          | Гарвард           |
| 1     | 7     | Ерні Барретт     | G/F     | США          | Бостон Селтікс         | Канзас Стейт      |
| 1     | 8     | Сем Ранзіно      | G       | США          | Рочестер Роялз         | НК Стейт          |
| 1     | 9     | Дон Сандерлейдж+ | G       | США          | Філадельфія Ворріорз   | Іллінойс          |
| 2     | 10    | Джек Стоун#      | G/F     | США          | Балтимор Буллетс       | Канзас Стейт      |
| 2     | 11    | Біл Госсетт#     | F/C     | США          | Tri-Cities Blackhawks  | Колорадо A&M      |
| 2     | 12    | Скотті Стігалл#  | G       | США          | Indianapolis Olympians | Міллікін          |
| 2     | 13    | Джек Кайлі       | G       | США          | Форт-Вейн Пістонс      | Сірак'юс          |
| 2     | 14    | Дон Севедж       | G/F     | США          | Сірак'юс Нешиналз      | Ле-Мойн           |
| 2     | 15    | Роланд Мінсон#   | G       | США          | Нью-Йорк Нікс          | Браєм Янг         |
| 2     | 16    | Білл Гарретт#    | F       | США          | Бостон Селтікс         | Індіана           |
| 2     | 17    | Рей Рейджеліс    | F       | США          | Рочестер Роялз         | Нортвестерн       |
| 2     | 18    | Мел Пейтон       | G/F     | США          | Філадельфія Ворріорз   | Талені            |
| 2     | 19    | Лю Гітч          | F/C     | США          | Міннеаполіс Лейкерс    | Канзас Стейт      |

## Інші вибори
Цих гравців на драфті НБА 1985 вибрали після другого раунду, але вони зіграли в НБА принаймні одну гру.
| Раунд | Вибір | Гравець         | Позиція | Громадянство | Команда НБА            | Коледж            |
| ----- | ----- | --------------- | ------- | ------------ | ---------------------- | ----------------- |
| 3     | 23    | Джейк Фендлі    | F       | США          | Форт-Вейн Пістонс      | Нортвестерн       |
| 3     | 24    | Бато Говедаріца | G       | США          | Сірак'юс Нешиналз      | Де Пол            |
| 3     | 27    | Фред Дьют       | G       | США          | Рочестер Роялз         | Сейнт-Бонавенче   |
| 4     | 31    | Джим Слотер     | C       | США          | Tri-Cities Blackhawks  | Південна Кароліна |
| 4     | 32    | Біл Тошефф      | G       | США          | Indianapolis Olympians | Індіана           |
| 4     | 37    | Елмер Бенке     | C       | США          | Рочестер Роялз         | Бредлі            |
| 5     | 48    | Майк Кірнс      | G       | США          | Філадельфія Ворріорз   | Принстон          |
| 6     | 51    | Джон Ренніке    | G       | США          | Tri-Cities Blackhawks  | Дрейк             |
| 6     | 55    | Ел Макквайр     | G/F     | США          | Нью-Йорк Нікс          | Сент Джонс        |
| 6     | 56    | Джеймс Луізі    | G       | США          | Бостон Селтікс         | Сент Френсіс (НЙ) |
| 7     | 68    | Джордж Демпсі   | G       | США          | Філадельфія Ворріорз   | Кінг'с (НЙ)       |
| 8     | 77    | Джим Фелан      | G       | США          | Філадельфія Ворріорз   | Ла Саль           |